# キャロリン・マーフィー
キャロリン・マーフィー （Carolyn Murphy,1973年8月11日 - ）は、アメリカのファッションモデル。

## 経歴
アイルランド系で、フロリダ出身。1998年にモデル・オブ・ザ・イヤーとなる。
プラチナブロンドのショートカット姿をしていた時期があるが、現在は髪を長く伸ばしている。エスティ・ローダーのイメージモデルをつとめる。
2000年に生まれた女の子の母である。